# Éghajlattani és Tájföldrajzi Tanszék
A Szegedi Tudományegyetem Természettudományi és Informatikai Karának Éghajlattani és Tájföldrajzi Tanszéke az egyik legrégebbi meteorológia-klimatológia fókuszú egyetemi egysége. Jelenleg a hazai városklíma kutatás kiemelkedő tudományos műhelye.

## Története
1921-ben a Kolozsvárról érkező földrajzkutatók a Dugonics tér 13. szám alatti épületben nyertek ideiglenes elhelyezést és Márki Sándor irányításával megalakult a Történeti és a Földrajzi Intézet. 1924-ben Kogutowicz Károly került – az ettől fogva önálló – Földrajzi Intézet élére, aki komoly erőfeszítéseket tett a tárgyi eszközök gyarapítására. Legfontosabbnak tartott munkái közül a különféle tematikus térképeket, valamint a Dunántúl és Kisalföld című kétkötetes könyvét kell megemlíteni. 1925-től Földrajzi Intézet, Meteorologiai Observatorium, Seismografiai Observatorium lett az Intézet hivatalos elnevezése.
A Szegeden alapítandó egyetem számára felajánlották a Magyarországi Vasúti Központi Leszámoló Hivatal 1912-ben átadott épületét, amely 1925-ben, a hivatal megszűntével került az egyetem tulajdonába. A Földrajzi Intézet a földszinten nyert elhelyezést, majd 1930-ban a 3., 4. és 5. emeletre költözött.
1944 őszén az egyetemet Sopronba irányították. 1944. novemberében, közvetlenül a szovjet csapatok szegedi bevonulása után, itt újra megkezdődött az oktatás. 1945. augusztus 4-én Prinz Gyulát nevezték ki intézetvezetőnek.
1952-ben kettévált a Földrajzi Intézet: Prinz Gyula vezetésével megalakult az I. számú Földrajzi Intézet, Wagner Richárd pedig a II. számú Földrajzi Intézet vezetője lett. A II. számú Földrajzi Intézetben (1954-től Éghajlattani Tanszéken) elindultak a makro- és mikroklíma kutatások, így az 5. szinten elkészülhetett az egyetemi meteorológiai állomás is. 1959-ben jelent meg az Acta Climatologica első kötete, amely a tanszék nemzetközileg ismert folyóirata ma is.
1972-ben elhunyt Wagner Richárd, utóda Péczely György lett, aki két alapvető klimatológiai tankönyvet jelentetett meg. Vezetése alatt a tanszéki kutatások fő iránya a szinoptikus klimatológia lett, valamint kiépült a szegedi városklíma állomáshálózat, amely 3 éven keresztül működött. 1984-es, korai halála után a tanszéket Juhász János, majd annak őszi halála után Jakucs László irányította megbízottként.
1986 nyarától – 1995-ös nyugdíjazásáig – Koppány György volt a tanszék vezetője. Az ő vezetése során új kutatási irányokként jelentkeztek a történeti klimatológia, a sztratoszférikus ózon tanulmányozása, valamint az aszály-előrejelzési vizsgálatok és elkezdődtek az átfogó városklimatológiai kutatások.
1995-2006 között Keveiné Bárány Ilona volt az Éghajlattani, majd 1997-től új nevén az Éghajlattani és Tájföldrajzi Tanszék vezetője. Ő az első hazai női geográfus, aki elnyerte az MTA doktori címet (2003), és az ő vezetésével a tanszék kutatási és oktatási területe a tájföldrajzi témájú vizsgálatokkal és tantárgyakkal bővült
2007-től Unger János vette át a tanszék irányítását. Vezetése alatt további hangsúlyos szerepet kaptak a városklimatológiai kutatások, melyekhez több hazai és nemzetközi (EU) pályázat elnyerése kapcsolódott. Részben ezek keretén belül egy sokelemű monitoring rendszer épült ki Szegeden. Az így létrejövő széleskörű adatbázis feldolgozása mellett egyre inkább előtérbe kerültek a globális klímaváltozás és a városi klíma jövőbeni kölcsönhatásait megcélzó, lokális léptékű modellekre épülő kutatások is. További kutatási irányok a humán bioklimatológia, turizmusklimatológia, tájökológia és az ökoszisztéma szolgáltatások egyes témáit ölelik fel. 2016-ban sor került a Meteorológia specializáció beindítására a Földtudományi BSc szakon belül.
2022-ben Gál Tamás lett a tanszék új vezetője. Az elmúlt évtizedek munkájának köszönhetően a tanszék kiemelkedő infrastrukturális állapotban várta, hogy otthont adjon a hazai városklímakutatás további fejlődésének. 2022 őszén azonban a tanszék elhagyni kényszerült harmadik emeleti helységeit, amelyek kereken 70 évig szolgálták az itt folyó nemzetközi szinten is kiemelkedő tudományos tevékenységet.
Napjainkban a tanszék több alapozó kurzust lát el a földrajz, földtudomány, környezettan, környezetmérnök alapképzésben. A meteorológia-klimatológia, a térképészet és a tájökológia tárgyak képezik a tanszék oktatómunkájának az alapját. Ugyanakkor bekapcsolódik az mesterképzésekbe (Geográfus, Földtudomány és Környezettudomány) is alkalmazott (klimatológia, térképészet, tájökológia) kurzusokkal. A tanszék kutatómunkája szorosan kapcsolódik az oktatáshoz, jelenlegi szerteágazó profilját a következő területek alkotják: városklimatológia, humán bioklimatológia, turizmusklimatológia, tájökológia, ökoszisztéma szolgáltatások.